# The Ancient Art of War at Sea
The Ancient Art of War at Sea est un jeu vidéo de type wargame développé par Evryware et publié par Brøderbund Software sur IBM PC et Mac en 1987. Le jeu fait suite à The Ancient Art of War (1984) et précède The Ancient Art of War in the Skies (1992),,.
Dans The Ancient Art of War at Sea, le joueur commande une flotte de navires dans une simulation de combats navals prenant place au XIXe siècle. Le joueur affronte cinq personnages historiques utilisant chacun des stratégies différentes : Le duc Alonso Pérez, Barbe Noire, John Paul Jones, Horatio Nelson ainsi qu’un personnage fictif appelé « Thor Foote ».
Le jeu fut bien reçu en 1988 par le magazine Dragon qui lui attribue une note de 5 sur 5